# Vjekoslav Kaleb
Vjekoslav Kaleb (Tisno, 1905. szeptember 27. – Zágráb, 1996. április 13.) horvát tanár, író és akadémikus volt.

## Élete és pályafutása
A dalmáciai Tisnoban született 1905-ben. 1924-ben Šibenikben végzett a tanítóképzőben. 1924 és 1936 között a Split és Šibenik környéki falvakban, majd 1940-ig Šibenikben tanított. 1940-től a Zágrábban a Banovina Hrvatska oktatási osztályán dolgozott hivatalnokként. 1941–43-ban Zágrábban a felsőoktatásban tanított. 1943-tól a partizánok között, 1944-től az El Shatto-i menekülttáborban vett részt a kulturális és oktatási élet szervezésében. 1945-ben a ZAVNOH (Horvát Népi Felszabadítási Antifasiszta Tanács) oktatási osztályának vezetőjévé nevezték ki Šibenikben, majd Zágrábban a Horvát Írószövetség (DKH) titkára, a Književnik (1945), Naprijed (1945–47) és a Republika (1945–50) folyóiratok szerkesztője, illetve társszerkesztője. A Matica hrvatska titkára (1950–51), a Kolo folyóirat szerkesztője (1953), a Zagreb Film művészeti vezetője (1957) és hivatásos író volt. 1961-től a Jugoszláv Tudományos és Művészeti Akadémia (JAZU) rendes tagja volt.

## Irodalmi tevékenysége
Első prózája a Novi čević (1928), a Vez (Trieszt–Ljubljana 1931), a Hrvatski list (1932), a Narodna tribuna (1934–36) és a Jadranski dnevnik (1936–38), majd a Savremenik (1938), a Hrvatski reviji (1939–40, 1942), Hrvatski dnevnik (1940), az Omladina (1940–41) és a Književni tjednik (1941–42) című folyóiratokban jelent meg. Érett alkotóként vidéki témájú regényekkel mutatkozott be, amelyekben metaforikusan, éleslátóan és humorral beszél a dalmát Zagora kopár táján élő ember szorongó egzisztenciális drámájáról. Háború utáni prózájában, szerkezetileg a hagyományos narratív technikákhoz közel álló, realista irodalmi sablonon belül a háború fordulópontjaiban az egyén drámai sorsa foglalkoztatja. A „Brigada” (1947) című novellagyűjteményben és a „Ponižene ulice” című regényben (1950) a szocialista realizmus felé fordult. A horvát irodalom egyik legsikeresebb prózai alkotásaként számon tartott „Divota prašine” és a „Bijeli kamen” (mindkettő 1954) című regényekben a főszereplők útját egy háború sújtotta területen követve szimbolikus üzeneteket küld az örök emberi törekvésről, az élet értelmének kereséséről. Gazdag, mozaikszerű, többrétegű regényes életművével, az új keresésével, gyakran a kísérletezés jellegzetességeivel Kaleb a horvát kortárs próza csúcsára lépett. A kortárs írók szerint a két világháború közötti időszak horvát irodalom prózai hagyományának egyik legkifejezőbb folytatója volt, aki új, modern nyelvi, stilisztikai és kifejezői megoldások keresésére törekedett.

## Művei
- Na kamenju, (novellagyűjtemény), Zagreb, 1940.
- Izvan stvari, (novellagyűjtemény), Zagreb, 1942.
- Novele, Zagreb, 1946.
- Brigada, (próza), Zagreb, 1947.
- Novele, Beograd, 1947.
- Trideset konja, Zagreb, 1947.
- Kronika dana, Zagreb, 1949.
- Ponižene ulice, Zagreb, 1950., (regény, Poniženi grad címmel átdolgozva és kiadva, 1969.)
- Pripovijetke, Zagreb, 1951.
- Bijeli kamen, Zagreb. 1954.; Beograd, 1957.
- Divota prašine, (regény), Zagreb 1954. (2002-ig 12 kiadással); Beograd 1968., 1969.
- Smrtni zvuci, (novellagyűjtemény), Sarajevo, 1957.
- Nagao vjetar, (novellagyűjtemény), Zagreb, 1959.
- Ogledalo, Beograd, 1962.
- Pripovijetke, Zagreb, 1963.
- Odabrana djela, 1-6, Zagreb, 1969.
- Izabrana djela, Zagreb, 1971.
- Vjekoslav Kaleb, 1-2. Pet stoljeća hrvatske književnosti, 118–119. szám, Zagreb, 1973.
- Bez mosta, Zagreb, 1986.
- Sveti govor, Zagreb. 1994.
- Kolumbovo jaje ili proze u pjesmi, Zagreb, 1995.
- Gost i druge pripovijesti, Zagreb, 1996., 2002.
- Izabrane pripovijesti, Vinkovci, 1999.
- Bijeli kamen. Divota prašine, Stoljeća hrvatske književnosti, Zagreb, 2002.
- Izabrane novele, Stoljeća hrvatske književnosti, Zagreb, 2002.